# Leopold Hofmann (labdarúgó)
Leopold Hofmann (Bécs, Osztrák–Magyar Monarchia, 1905. október 31. – 1976. január 9.) osztrák labdarúgófedezet.